# Mykola Musiyenko
Mykola Musiyenko (en ukrainien : Микола Мусієнко, Mykola Moussiïenko), né le 16 décembre 1959, est un athlète soviétique puis ukrainien, spécialiste du triple saut.

## Biographie
Il remporte sous les couleurs de l'Union soviétique les Championnats d'Europe en salle 1983 et 1989 et obtient deux médailles de bronze en 1982 et 1987.

### Palmarès
| Date | Compétition                    | Lieu      | Résultat | Performance |
| ---- | ------------------------------ | --------- | -------- | ----------- |
| 1982 | Championnats d'Europe en salle | Athènes   | 3e       | 16,82 m     |
| 1983 | Championnats d'Europe en salle | Budapest  | 1er      | 17,12 m     |
| 1986 | Championnats d'Europe          | Stuttgart | 6e       | 16,86 m     |
| 1987 | Championnats d'Europe en salle | Liévin    | 3e       | 17,00 m     |
| 1989 | Championnats d'Europe en salle | La Haye   | 1er      | 17,29 m     |

### Records
| Épreuve     | Épreuve   | Performance | Lieu      | Date            |
| ----------- | --------- | ----------- | --------- | --------------- |
| Triple saut | Plein air | 17,78 m     | Leningrad | 7 juin 1986     |
| Triple saut | Salle     | 17,39 m     | Kiev      | 25 janvier 1987 |